# Lee Ryan
Lee Ryan, född 17 juni 1983 i Chatham i Kent, är en brittisk (engelsk) sångare, låtskrivare, skådespelare och röstskådespelare. Han är mest känd för att vara huvudsångare i pojkbandet Blue. Under sin tid i Blue så sålde han över 15 miljoner skivor världen över, och uppträdde och släppte skivor med Sir Elton John och Stevie Wonder.
Som soloartist blev han framgångsrik med ett självbetitlat album (Lee Ryan), samt med väldigt många hitsinglar. I sin karriär som skådespelare blev han känd för rollen som Harry "Woody" Woodward i TV-serien EastEnders, som han spelade mellan åren 2017 och 2018.
Ryan är sedan år 2022 gift med Verity Paris och har tillsammans med henne tre (snart fyra) barn. Han har sedan tidigare ytterligare två barn (dottern Bluebell med Jessica Keevil och sonen Rayn med Samantha Miller), vilket gör honom till en blivande sexbarnsfar. Utöver äktenskapet med Paris och de respektive relationerna med sina två äldsta barns mödrar, så har han även varit förlovad med Atomic Kitten-medlemmen Liz McClarnon mellan åren 2003 och 2004, samt haft kortvariga relationer med Celebrity Big Brother-deltagarna Casey Batchelor och Jasmine Waltz, och även parats ihop med Stephanie Saunders, Emily Oldfield och Alicia Douvall. År 2014 kom det även fram att Ryan hade haft en regelbunden sexuell relation med sin bandkollega Duncan James, som hade påbörjats under de tidigaste åren i bandet Blues karriär. I augusti 2019 avslöjade han sig själv till att vara bisexuell, under en intervju med morgonprogrammet Good Morning Britain.
Ryan har blivit diagnostiserad med dyslexi, ADHD och Aspergers syndrom.